# 大方洞
大方洞（：／ Daebang-dong）是首尔銅雀區的法定洞。隔着大方路与永登浦区，與新吉1洞、新吉7洞接壤。

## 沿革
- 三國時代的仍伐奴縣
- 統一新羅時代的穀壤縣
- 高麗時代的衿州縣
- 朝鲜初期京畿道衿州縣下北面的樊塘里
- 朝鲜后期京畿道始兴县下北面的番大方里
- 1914年為京畿道始興郡北面的番大方里
- 1936年為京畿道京城府的番大方町
- 1943年為京畿道城市永登浦区的番大方町
- 1946年為首爾特別自由市永登浦區的大方洞
- 1949年為首爾永登浦區的大方洞
- 1973年為首爾冠岳區的大方洞
- 1980年為首爾銅雀區的大方洞

## 教育
- 首爾新吉初等學校（朝鲜语：서울신길초등학교）
- 首爾永華初等學校（朝鲜语：서울영화초등학교）
- 首爾大林初等學校（朝鲜语：서울대림초등학교）
- 江南中學校（朝鲜语：강남중학교）
- 崇義女子中學校（朝鲜语：숭의여자중학교）
- 永登浦中學校（朝鲜语：영등포중학교）
- 首爾工業高等學校（朝鲜语：서울공업고등학교）
- 永登浦高等學校（朝鲜语：영등포고등학교）

## 交通
- 首尔地铁7号线
  - 波拉美站
- 首尔地铁1号线
  - 大方站
- 首尔轻轨新林线（建设中）
  - 波拉美站